# هيرواكي أوكي
هيرواكي أوكي (باليابانية: 青木廣彰؛ بالكانا: あおき ひろあき) هو صاحب مطعم وشخصية أعمال أمريكي وياباني، ولد في 9 أكتوبر 1938 في طوكيو في اليابان، وتوفي في 10 يوليو 2008 في نيويورك في الولايات المتحدة بسبب ذات الرئة.

## وصلات خارجية
- هيرواكي أوكي على موقع إن إن دي بي (الإنجليزية)